# Indicatif régional 856

Carte de l'État du New Jersey avec les territoires de ses indicatifs régionaux. L'indicatif régional 856 est en rouge.

L'indicatif régional 856 est l'un des indicatifs téléphoniques régionaux de l'État du New Jersey aux États-Unis. Cet indicatif couvre le sud-ouest de l'État.
La carte ci-contre indique en rouge le territoire couvert par l'indicatif 856.
L'indicatif régional 856 fait partie du plan de numérotation nord-américain.

## Régions desservies par l'indicatif
- Le canton d'Haddon
- Le canton de Cherry Hill
- La ville de Vineland
- Une très petite partie du canton de Willingboro
- L'ouest du comté de Burlington
- Les banlieues est de Philadelphie

## Source
- (en) Cet article est partiellement ou en totalité issu de l’article de Wikipédia en anglais intitulé « Area code 856 » (voir la liste des auteurs).